# Auguraculum

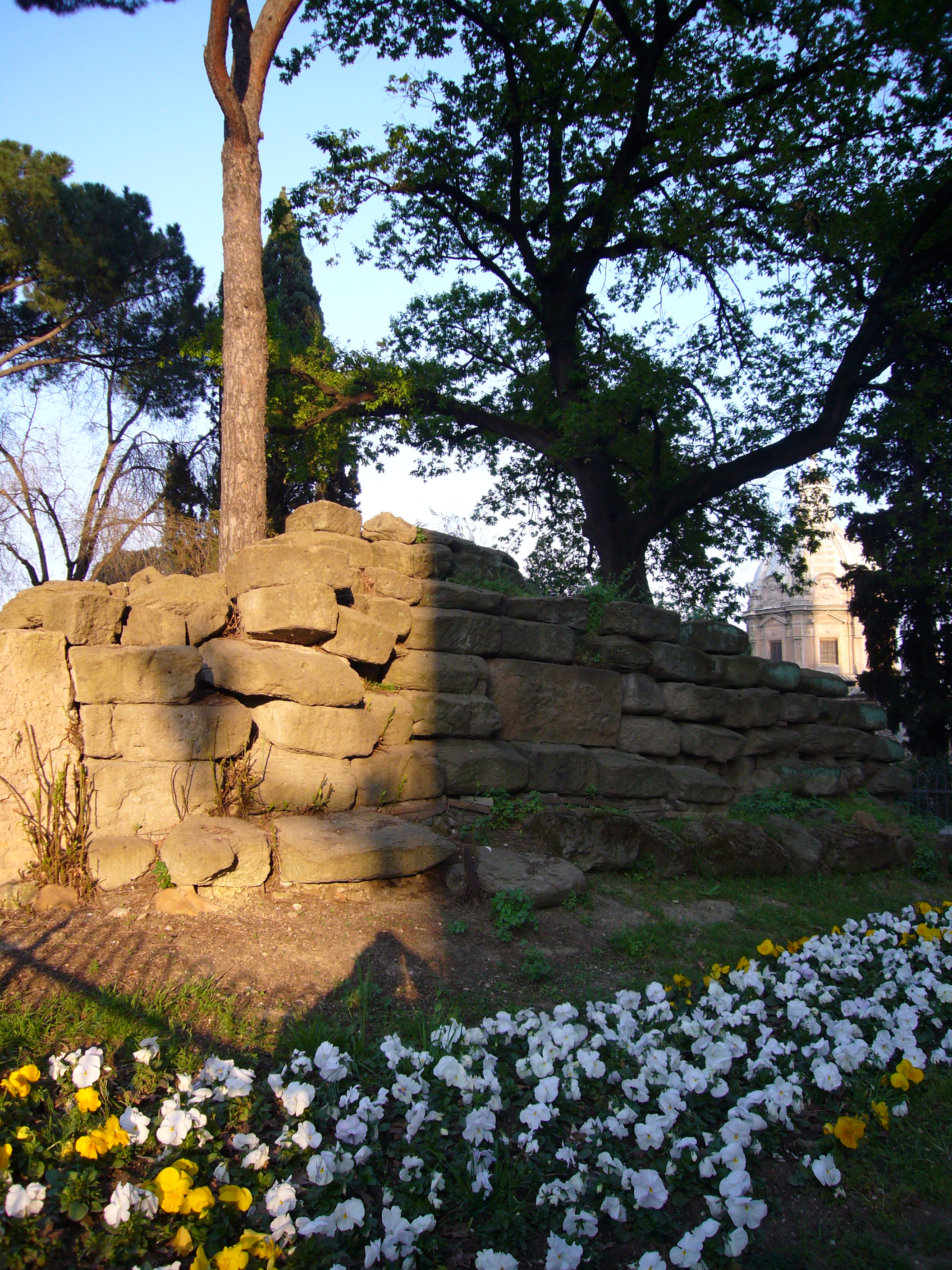
Resterna av vad som tros vara Auguraculum på Capitolium.

Auguraculum (latin ungefär "augurernas område") var i antikens Rom ett litet område där augurerna tydde gudarnas auspicier samt utövade ornitomanti, det vill säga studium av de järtecken som ansågs finnas i fåglars flykt, sång och skrik.
I Rom fanns det tre auguracula: ett på Arx på Capitolium, ett på Quirinalen och ett på Palatinen.

## Karta
| Plan över Capitolium under antiken |
| --- |
| Capitolium Arx Forum Romanum Fori Imperiali Velabrum Jupitertemplet Tabularium Juno Monetas tempel Marcellusteatern Forum Holitorium Bellonatemplet Jupiter Feretrius tempel Veiovistemplet Auguraculum Iseum Jupiter Custos tempel Concordiatemplet Jupiter Conservators tempel Altare Tensarum Jupiter Tonans tempel Clivus Capitolinus Centus Gradus Porta Pandana Janustemplet Juno Sospitas tempel Spestemplet Augustustemplet Asylum Inter duos lucos Vicus Iugarius Marsfältet Dei Consentes portik Vespasianus- templet Concordiatemplet Tullianum Clivus Argentarius Venus Erycinas tempel Bona Mens tempel Fidestemplet Opstemplet Scipio Africanus båge Saturnustemplet Basilica Iulia |